# Sophronica talhouki
Sophronica talhouki är en skalbaggsart som beskrevs av Holzschuh 1992. Sophronica talhouki ingår i släktet Sophronica och familjen långhorningar. Inga underarter finns listade i Catalogue of Life.